# Грецькі рунічні камені
Грецькі рунічні камені (швед. Greklandsstenarna, грец. Ρουνικές λίθοι Ελλάδας) ― це близько 30 рунічних каменів, що містять інформацію про морські походи, здійснені норманами до Візантійської імперії. Камені зараховують до «епохи вікінгів», яка тривала до XII століття. Послання на каменях були викарбувані на давньоскандинавській мові за допомогою скандинавських рун. Всі пам'ятки були знайдені на території сучасної Швеції, більшість в Уппланді (18 каменів) та Седерманланді (7 каменів). Більшість з них поставлені в пам’ять про членів Варязької гвардії, які не повернулися додому, але кілька написів згадують і чоловіків, які повернулися досить багатими, а кам'яна брила в Еді була викарбувана за наказом колишнього офіцера гвардії.
На цих рунічних каменях слово «Grikkland» (укр. «Греція») з'являється три рази, слово «Grikk(j)ar» (укр. «греки») ― 25 раз, два камені називають чоловіків «grikkfari» (укр. «мандрівник до Греції»), а на одному камені використовується слово «Grikkhafnir» (укр. «грецькі гавані»). Серед інших рунічних каменів, які описують експедиції скандинавів за кордон та яких є настільки ж багато, є так звані «англійські рунічні камені», в яких згадуються давні морські походи до Англії, та 26 «інгварських рунічних каменів», які розповідають про експедиції вікінгів на Близький Схід.
Камені істотно варіюються за розміром ― від невеликого бруска з Тімансу, який має об’єм 8,5 см × 4,5 см × 3,3 см, до валуна в Еді, що має 18 метрів в окружності. Більшість з них прикрашали в різноманітних стилях, які використовувалися в XI столітті. Багато каменів зроблені у стилі, що позначають як рінгеріке (вісім або дев'ять рунічних каменів) і в стилі урнес (вісім каменів).
Першим знайшов та дослідив рунічні камені Йоганнес Буреус наприкінці XVI століття. Багато каменів виявлено під час національного пошуку історичних пам'яток наприкінці XVII століття. Кілька каменів були виявлені Річардом Дюбеком у XIX столітті. Останній камінь, який був знайдений в 1952 році, знаходився в Нолінге, поблизу Стокгольма.

## Історичні обставини

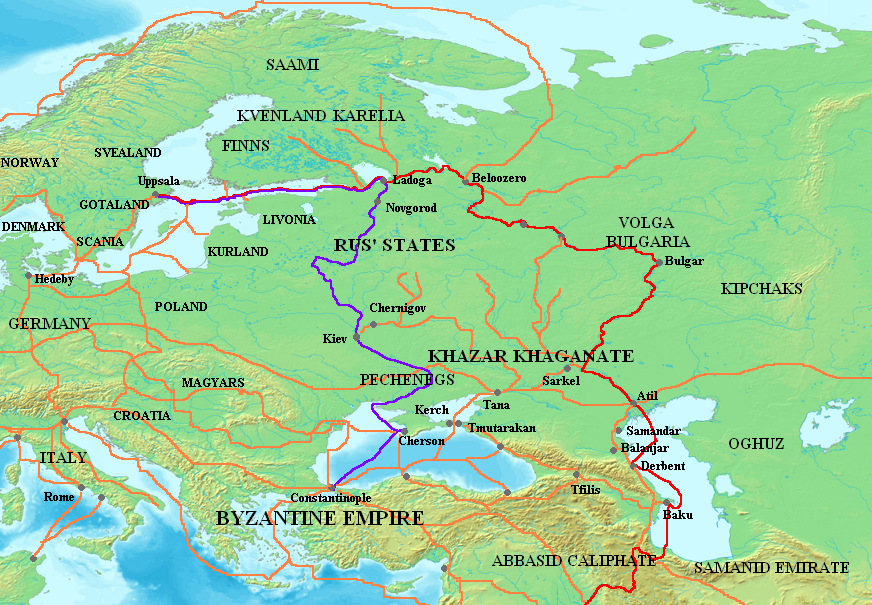
Мапа головних шляхів варягів

Нормани були найманцями в римській армії багато століть ще до «епохи вікінгів» , але в часи, коли були поставлені камені, більшість контактів відбувалися вже між Скандинавією та Візантією. Варязькі кораблі були присутні в Чорному, Егейському, Мармуровому та Середземному морях. Греція була домом для норманської гвардії ― елітної охоронної служби візантійського імператора. Протягом візантійської історії, до династії Комніни, кінця XI століття, більшість членів скандинавської гвардії були за походженням шведами. Ще в 1195 році імператор Олексій III Ангел послав емісарів до Данії, Норвегії та Швеції з проханням надати по 1000 воїнів з кожного з трьох королівств. Розташована в Константинополі ― який скандинави називали «Miklagarðr» (укр. «Велике місто») ― Варязька гвардія приваблювала молодих скандинавів з моменту її створення наприкінці X століття.
Наявністю близьких контактів між Скандинавією та Візантією свідчить ще й той факт, що середньовічні скандинавські закони містили правила, що стосуються поїздок до Греції. Старіша версія «Закону Готланда», написана Ескілем Маґнуссоном , закономовцем регіону Вестерйотланду (1219–1225), затверджувала, що «жодна людина не може отримати спадщину (у Швеції), поки він проживає в Греції». Старий норвезький судовий закон містить аналогічне правило: «але якщо (людина) йде до Греції, то той, хто наступний в черзі на успадкування, має успадковувати власність».

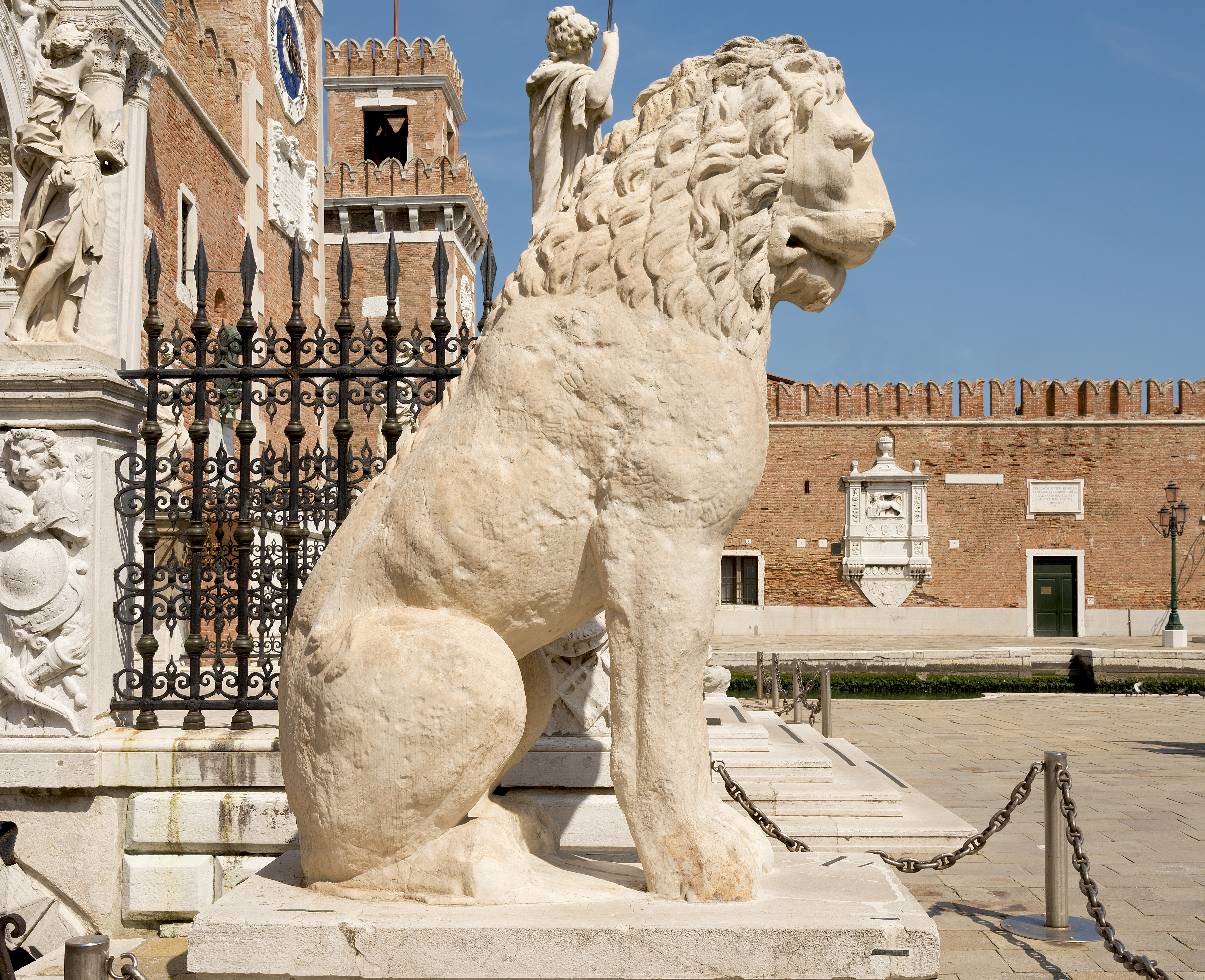
Пірейський лев з рунічними написами, знаходиться зараз у Венеції

У Скандинавії було виявлено близько 3 тисяч рунічних каменів з «епохи вікінгів». Близько 2700 каменів було досліджено тільки за теперішньої Швеції. Найбільше (1277 писаних каменів) було знайдено в провінції Уппланд. Епоха вікінгів характеризувалася християнізацією Скандинавії, тому в 50% рунічних каменів є характерні написи християнського напрямку. В Уппланді близько 70% написів є явно християнськими, про що свідчать вигравірувані хрести або додані християнські молитви. Традиція виготовлення рунічних каменів, ймовірно, поступово вимерла до 1100 року, останні рунічний камінь датують 1125 роком.
Серед рунічних каменів епохи вікінгів, близько 9,1–10% були зведені в пам'ять про людей, які виїхали за кордон, найбільше присвячено поїздкам у Грецію. Крім того, існує група з трьох або чотирьох рунічних каменів, які згадують людей, які померли на півдні Італії, і які, ймовірно, були членами «Варязької гвардії». Єдина група каменів, яка є така ж велика за кількістю, як і грецькі — це англійські рунічні камені. Також є близько 26 інгварських рунічних каменів, зведені під час доленосної експедиції Інгвара до Персії.
«Blöndal & Benedikz» зазначають, що більшість писаних каменів знаходяться в Уппланді і пов'язують це з тим, що звідси зазвичай скандинави вирушили в подорожі до інших країн (зокрема до Греції). Саме з цього регіону походять більшість русинів (так називають у Скандинавії етнічних шведів, які здійснювали поїздки чи мігрували на територію, яка знаходиться між Балтійським та Чорним морем). Проте, як зазначає Янссон (1987), той факт, що більшість цих рунічних каменів були зведені в Уппланді і Седерманланді, не обов'язково означає, що їх кількість відображає регіональний склад скандинавів у Варязькій гвардії.
Не всі ті, кого згадують на рунічних каменях, обов'язково були членами Варязької гвардії. Деякі, можливо, вирушили до Греції як купці або померли там під час здійснення паломництва. Про те, що подорож до Греції була пов'язана з великою небезпекою, свідчить той факт, що є рунічний камінь, який був поставлений на згадку про жінку ще до того як вона вирушила в паломництво до Єрусалиму. Проте «Блондал і Бенедикц» (2007) стверджує, що, незважаючи на наявність інших причин для подорожей до Греції, більшість рунічних каменів були зроблені в пам'ять про членів варязької гвардії, які там загинули. Тим не менш, деякі камені розповідають про людей, які повернулися з великим статками; наприклад, напис на валуні в Еді був замовлений колишнім капітаном гвардії Рагнвальдом.

## Призначення

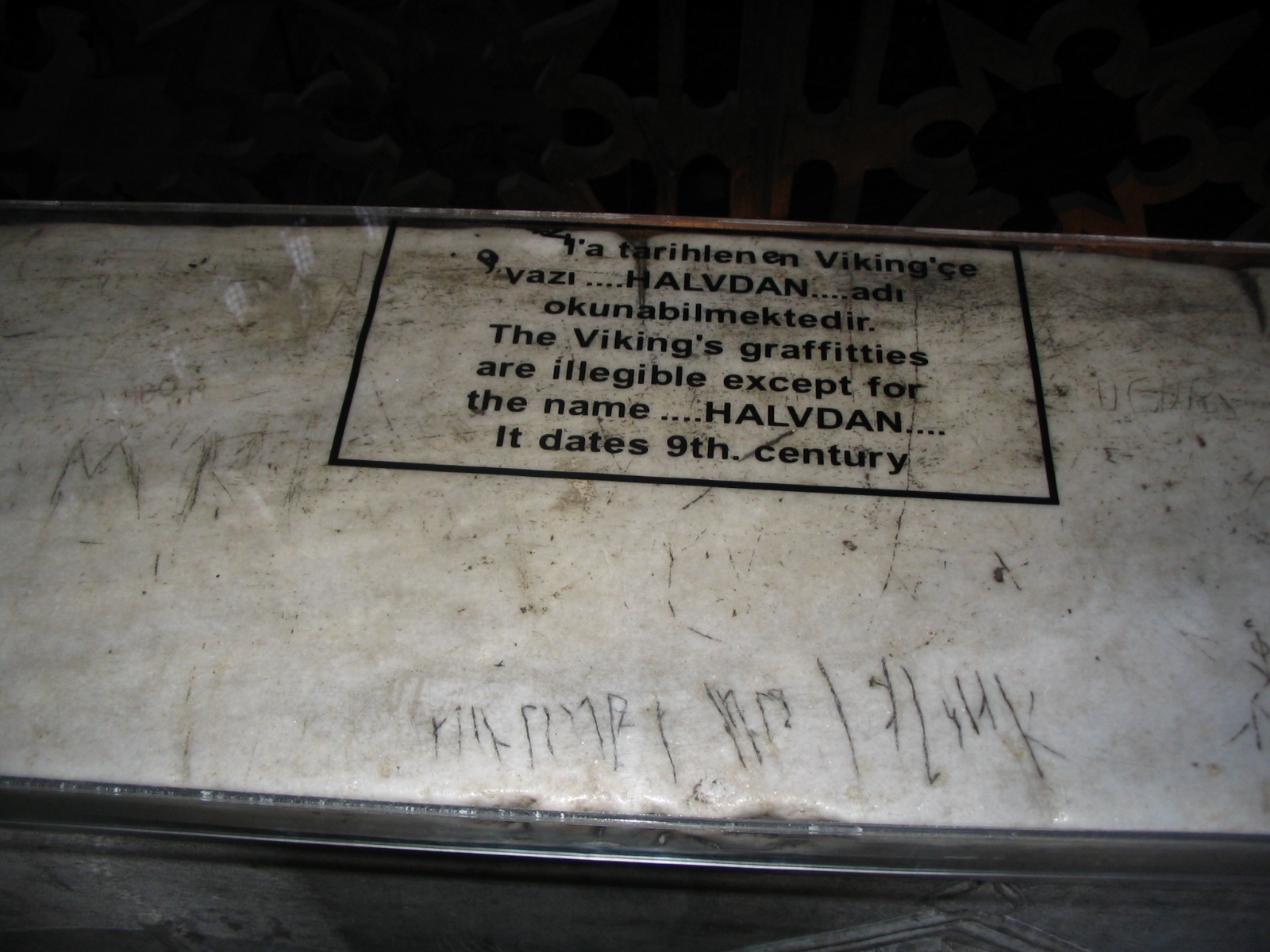
Рунічні написи в Софійському соборі

Виникнення цієї традиції є предметом дебатів, які включають питання успадкування, статусу і пошану покійного. Декілька рунічних каменів явно створені для затвердження успадкування (камінь Улунди і камінь Ханста), але переважна більшість писаних каменів розповідають тільки, хто зробив камінь і в пам'ять про кого він поставлений.
На думку багатьох вчених, рунічні камені ставили як згадку про себе та близьких людей, які не повернулися або назавжди залишилися на чужих землях. Янссон (1987) підкреслює:
|  | Коли закінчилися великі експедиції, старі торговельні шляхи закрилися, і кораблі вікінгів більше не готували кожну весну для плавань на схід і захід — прийшов кінець встановленню рунічних каменів у певному розумінні цього терміна. Їх можна назвати пам'ятниками вікінг-рейсів, і уважний читач може зафіксувати у багатьох цих написах любов вікінгів до пригод і подвигів. |

## Рунічні камені
Нижче представлені деякі рунічні камені, які представлені на основі інформації, зібраної на проекті «Rundata».

### Уппланд
В Уппланді є 18 рунічних каменів, які стосуються подорожей шведів до Греції, більшість з яких там і померли.

### U 73

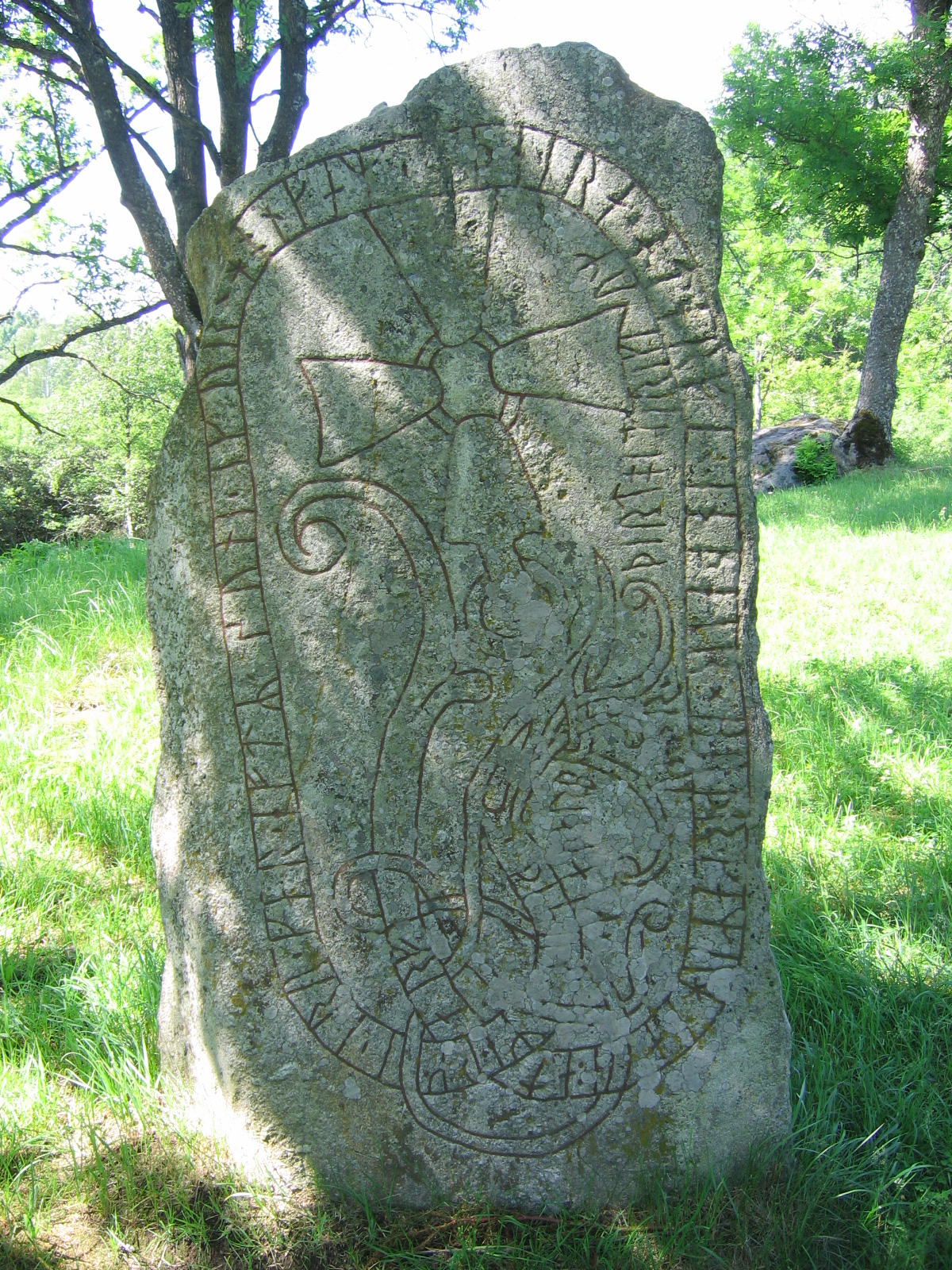
Рунічний камінь U 73

Рунічний камінь «U 73», ймовірно, було поставлено, щоб прояснити порядок успадкування родичам від двох чоловіків, які загинули як варяги в Греції. Зроблений в так званому стилі «Pr3» , що є частиною більш загального стилю Урнес. Камінь із сіруватого граніту заввишки 2 метри і шириною 1,2 м. Височіє на схилі, який має приблизно 100 м, на північ від ферми Хегерсталунд, раніше Ханста (лунд). Камінь був відкритий Йоганом Перінгсьольдом під час національного пошуку історичних пам'яток наприкінці XVII століття. Камінь містить таке ж повідомлення, як і «U 72», разом з яким він колись утворював єдиний монумент, але U 72 був перенесений в Скансен у 1896 році. На пам'ятниках написано, що «ці камені» були поставлені Гердарром та Єрундромом у пам'ять про Ернмундра та Інгімундра. Фрази на «U 73» про "синів Інги" і "вони померли в Греції" розповідають саме про Ермундра та Інгімундра. Ермундр та Інгімундр успадкували від батька землю, але згодом поїхали до Візантії і померли там як варяги. Оскільки вони не мали жодних дітей, їхня мати Інга успадкувала їхню власність, а коли вона померла, її брати Гердарр і Єрундр успадкували землю від неї. Потім ці два брати встановили два камені на честь своїх племінників, що, мабуть, було пов'язано з тим, що племінники були відомими вояками у Греції. Проте, можливо, вони також була вдячні за багатство, зібране племінниками закордоном. У той же час, пам'ятник служив для документування того, яким чином майно перейшло від одного клану до іншого. Майстер каменю був ідентифікований як «Visäte».
Латинська транслітерація:
' þisun ' merki ' iru ' gar ' eftʀ ' suni ' ikur ' hon kam ' þeira × at arfi ' in þeir × brþr * kamu hnaa : at ' arfi × kiaþar b'reþr ' þir to i kirikium
Староскандинавська транскрипція:
Þessun mærki æʀu gar æftiʀ syni Inguʀ. Hon kvam þæiʀa at arfi, en þæiʀ brøðr kvamu hænnaʀ at arfi, Gærðarr brøðr. Þæiʀ dou i Grikkium.
Український переклад:
Ці пам'ятники зроблені на згадку про синів Інги. Вона успадкувала від них землю, але ці брати — Гердар зі своїми братами — успадкували її від неї. Вони померли в Греції.

### U 104

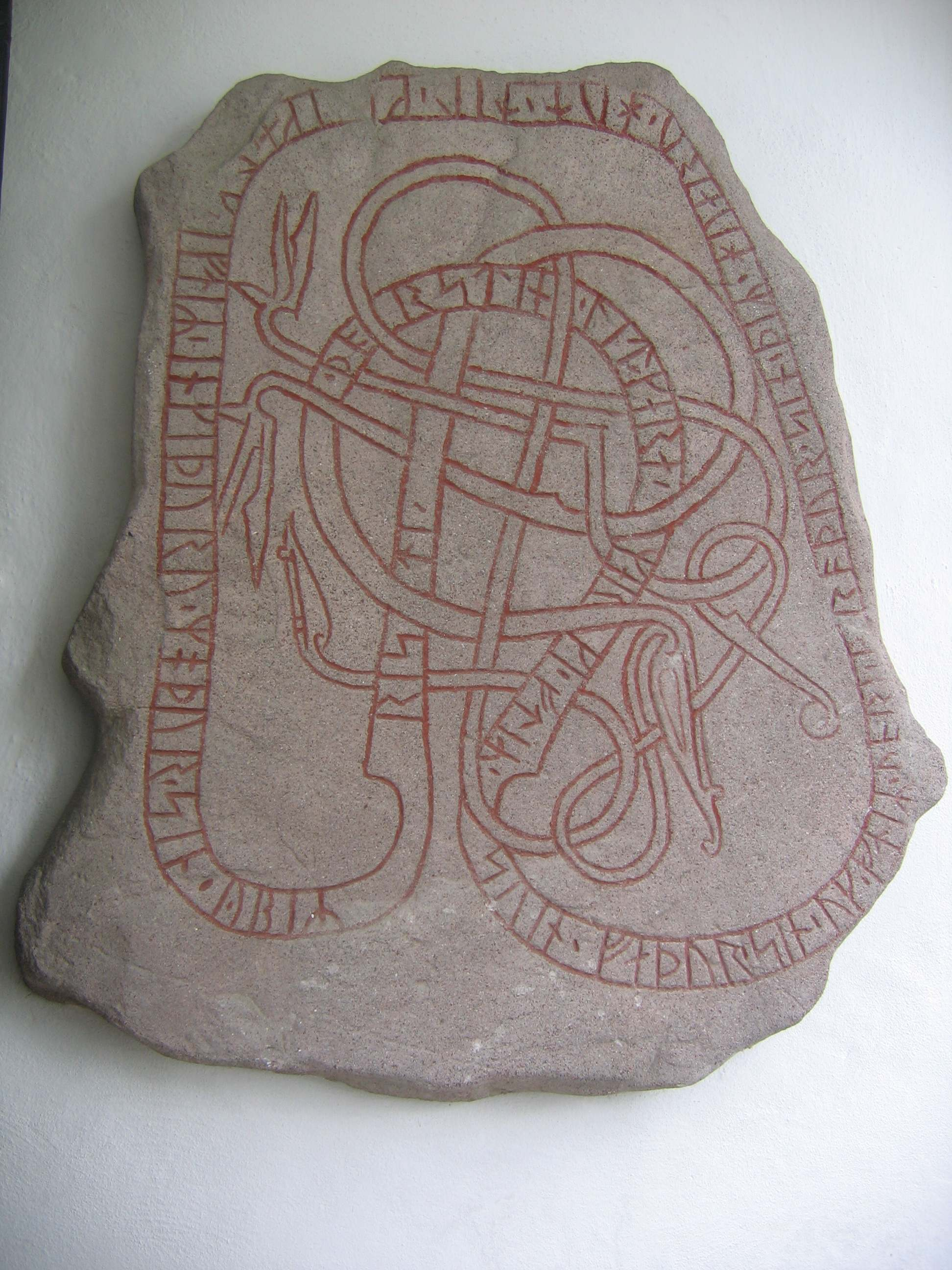
Копія рунічного каменю U 104

Рунічний камінь «U 104» – червоний пісковик висотою 1,35 м та шириною 1,15 м. Вперше був задокументований Йоганнесом Буреусом в 1594 році. Він був подарований як один з пари (інший — U 1160) до музею Ашмола, що знаходиться в Оксфорді, у 1687 році, на прохання короля Яківа ІІ (англійського короля) до короля Швеції Карла XI. Камінь виконаний в стилі Урнес (Pr5). Його встановив Торстейн на згадку про батька Свейнна та його брата Торіра, які були вирушили до Греції, і, також, у пам'ять про його матір. Камінь підписаний майстром Епіром, староскандинавська мова якого відома своїм незвичним застосуванням руни гаґалаз (ᚼ). Невпорядковане використання цієї фонеми є характерною рисою діалекту, який зберігся і до наших днів та називається Руслаген, який поширений в регіоні, де Епір був колись активний.
Латинська транслітерація:
' þorstin ' lit × kera ' merki ' ftiʀ ' suin ' faþur ' sin ' uk ' ftiʀ ' þori ' (b)roþur ' sin ' þiʀ ' huaru ' hut ' til ' k—ika ' (u)(k) ' iftiʀ ' inkiþuru ' moþur ' sin ' ybiʀ risti '
Староскандинавська транскрипція:
Þorstæinn let gæra mærki æftiʀ Svæin, faður sinn, ok æftiʀ Þori, broður sinn, þæiʀ vaʀu ut til G[r]ikkia, ok æftiʀ Ingiþoru, moður sina. Øpiʀ risti.
Український переклад:
Торстейн встановив пам’ятник в честь Свейна, свого вітця, і Торіра, його брата, які виїхали до Греції. Також в пам’ять про Інгітору, свою матір. Викарбувано Епіром.

### U 112

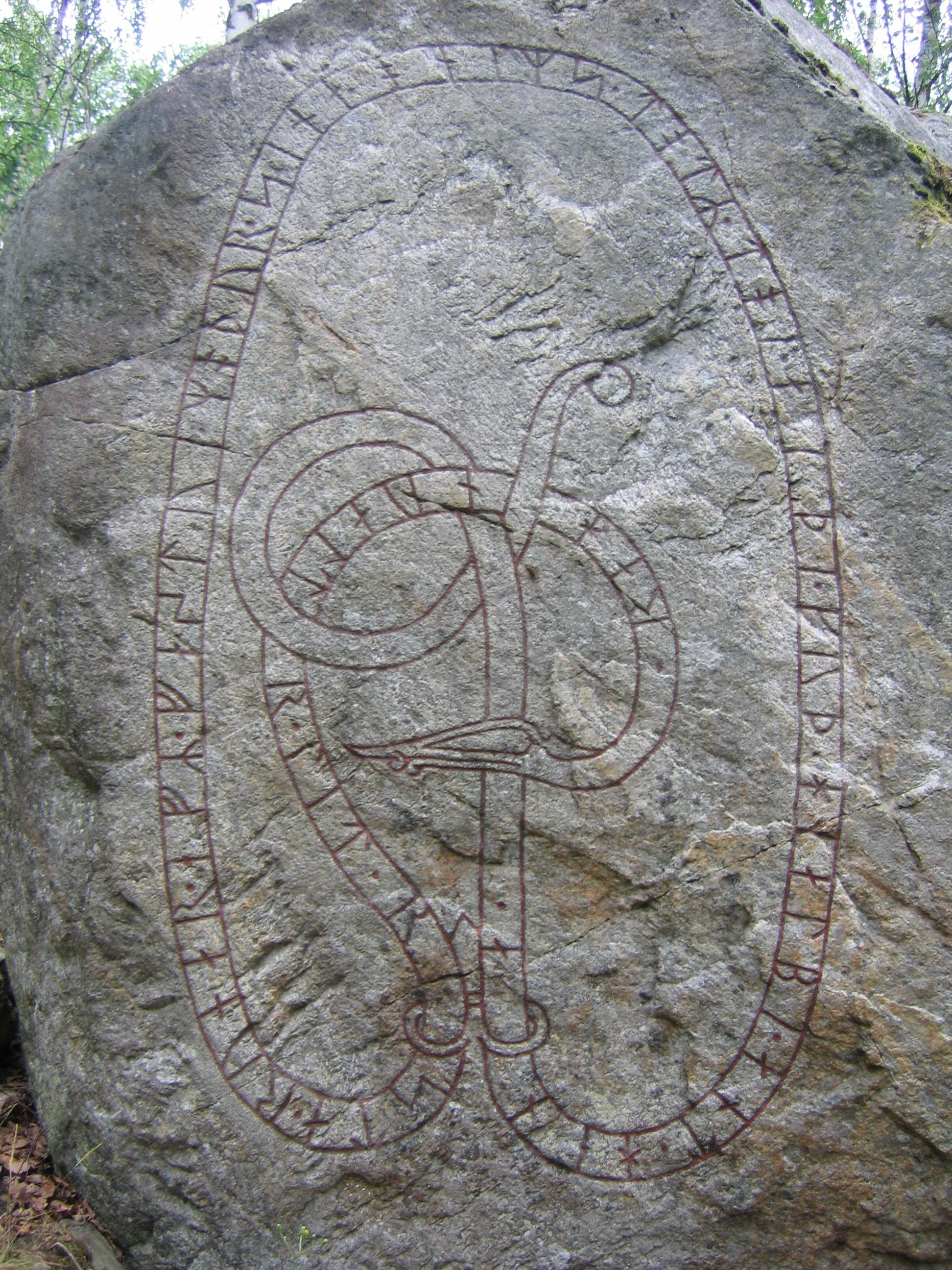
Сторона A рунічного каменю U 112

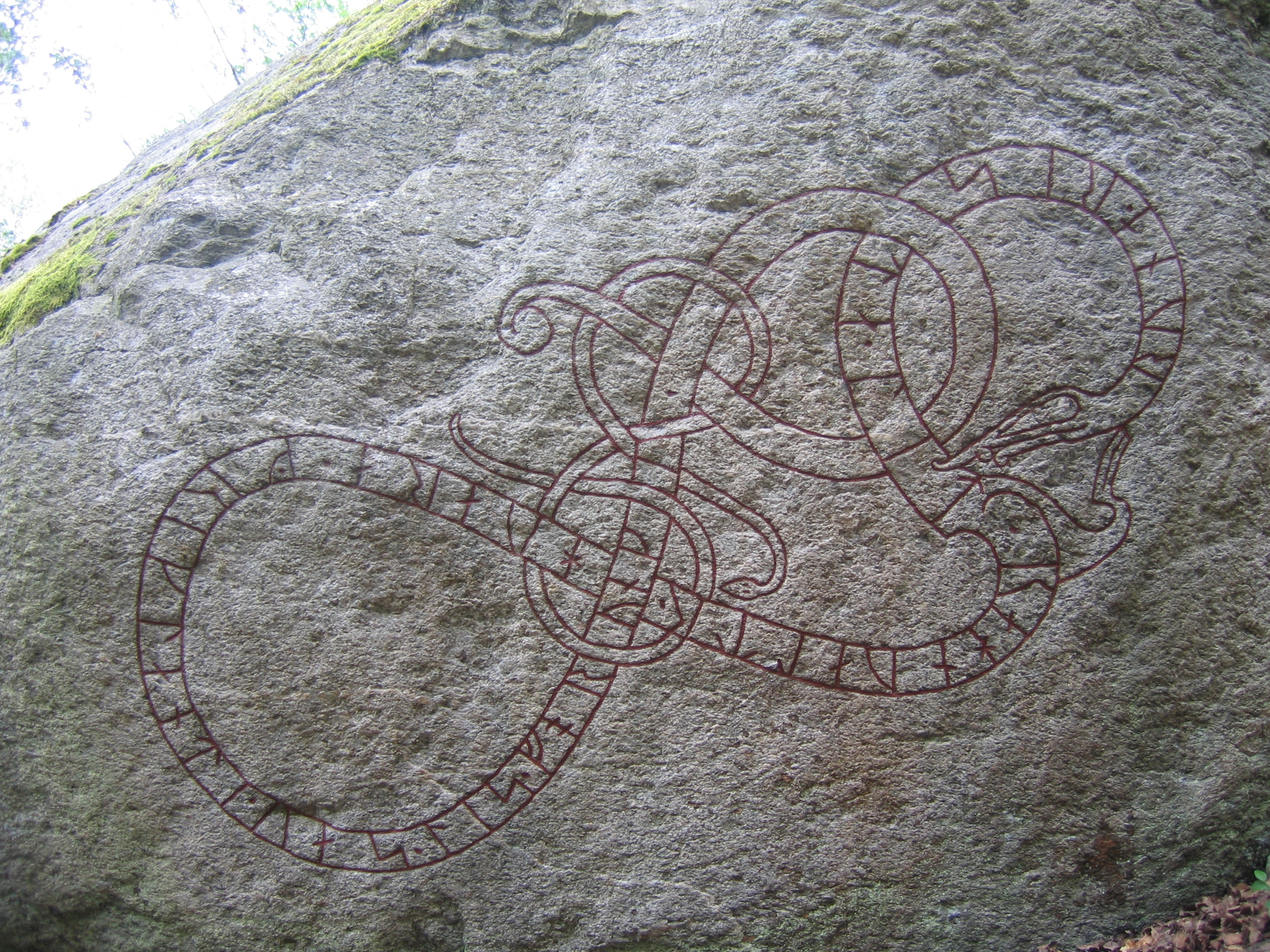
Сторона B рунічного каменю U 112

Рунічний камінь «U 112» є великим валуном розміром 18 метрів в окружності. Він стоїть біля давнього шляху «Kyrkstigen» (церковного шляху) в Еді. Камінь був відомий вченим з часу першої експедиції Йоганнеса Буреуса в 1594 році. Пам’ятка створена в середині XI століття.
На валуні є рунічні написи на обидвох сторонах, які називаються U 112 A і B. Лінгвістичною особливістю написів є використання руни гаґалаз (ᚼ) для позначення м'якопіднебінного апроксиманту /ɣ/. 
Камені зараховують до урнського стилію (Pr4). Замовив пам’ятку колишній капітан варязької гвардії Рагнвальд в пам'ять про свою матір та у власну честь. Мало хто міг похвалитися тим, що повернувся додому як капітан варязької гвардії. Більш того, назва імені Рагнвальд вказує на те, що він був з вищих ешелонів давньоскандинавського суспільства, та, можливо, був родичем правлячої династії.
Дід Рагнвальда по маминій лінії, «Ónæmr», згадується на двох рунічних каменях в Уппланді: U 328 і U 336. Рунічний камінь «U 328» повідомляє, що Рангвальд мав двох тіток — Гюрід і Гудлауг. 
Латинська транслітерація:
Сторона A: * rahnualtr * lit * rista * runar * efʀ * fastui * moþur * sina * onems * totʀ * to i * aiþi * kuþ hialbi * ant * hena *
Сторона B: runa * rista * lit * rahnualtr * huar a × griklanti * uas * lis * forunki *
Староскандинавська транскрипція:
Сторона A: Ragnvaldr let rista runaʀ æftiʀ Fastvi, moður sina, Onæms dottiʀ, do i Æiði. Guð hialpi and hænnaʀ.
Сторона B: Runaʀ rista let Ragnvaldr. Vaʀ a Grikklandi, vas liðs forungi.
Український переклад:
Сторона A: Рагнвальд наказав викарбувати руни в пам’ять про Фастві, його матір, Онемс, дочку, яка померла в Еді. Нехай Бог допоможе її душі.
Сторона B: Рагнвальд наказав викарбувати руни; (він) був у Греції, командувач свити.